# John Hunter (wioślarz)
John Andrew Hunter (ur. 8 listopada 1943 w Christchurch) – nowozelandzki wioślarz, złoty medalista olimpijski oraz brązowy medalista mistrzostw świata.

## Kariera
Wystąpił na igrzyskach olimpijskich w Meksyku w 1968, gdzie zajął czwarte miejsce w ósemkach. Walkę o medal Nowozelandczycy przegrali tam z osadą ZSRR o 1,32 sekundy. Na rozgrywanych cztery lata później igrzyskach olimpijskich w Monachium w tej samej konkurencji Tony Hurt, Wybo Veldman, Dick Joyce, John Hunter, Lew Wilson, Joe Earl, Trevor Coker, Gary Robertson i Simon Dickie (sternik) zdobyli złoty medal, wyprzedzając osadę USA o 2,67 sekundy i osadę NRD o 2,73 sekundy. 
W ósemkach zdobył również brązowy medal na mistrzostwach świata w St. Catharines (1970) oraz złoty na mistrzostwach Europy w Kopenhadze (1971).
Był mistrzem kraju w ósemce w 1967 i 1969 oraz w czwórce (1972). Później został działaczem, w tej roli brał udział w igrzyskach olimpijskich w Atlancie (1996). Z wykształcenia był inżynierem. Pracował między innymi dla Ministerstwa Robót Publicznych i Rozwoju przy rozbudowie portu lotniczego Christchurch.